# KGHM Dialog Polish Indoors 2003
Il KGHM Dialog Polish Indoors 2003 è stato un torneo di tennis facente parte della categoria ATP Challenger Series nell'ambito dell'ATP Challenger Series 2003. Il torneo si è giocato a Breslavia in Polonia dal 3 al 9 febbraio 2003 su campi in cemento indoor.

## Vincitori

### Singolare
Karol Kučera ha battuto in finale  Igor' Kunicyn con il punteggio di 6–2, 6–1

### Doppio
Petr Luxa /  David Škoch hanno battuto in finale  Petr Pála /  Pavel Vízner con il punteggio di 6–4, 6–4